# Gábor von Vaszary

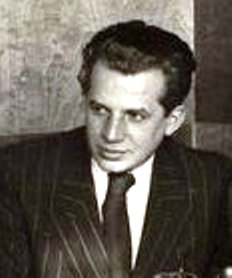
Vaszary omkring 1930

Gábor von Vaszary, född 7 juni 1897 i Budapest, död 22 maj 1985, var en ungersk författare av romaner och filmmanus. Han var en etablerad författare i Ungern när han år 1947 emigrerade till Schweiz. I ett antal ironiskt hållna romaner skildrar han livet i 1950-talets Paris.
Flera av hans böcker har filmatiserats, däribland Monpti som är förlaga till 1957 års film med samma namn i regi av Helmut Käutner.

## Utgivet på svenska
- Hon (Ő) (Wahlström & Widstrand, 1940)
- Två i Paris (Zwei gegen Paris) (Wahlström & Widstrand, 1941)
- Låna mig en hundralapp (A nö a pokolban is ur) (Wahlström & Widstrand, 1942)
- Akta er för blondiner (A szökékkel mindig baj van) (Wahlström & Widstrand, 1943)